# Vasily Vasilyevich Glagolev
Vasily Vasilyevich Glagolev (tiếng Nga: Василий Васильевич Глаголев; 21 tháng 2 năm 1896 - 21 tháng 9 năm 1947) là một tướng lĩnh Hồng quân, Anh hùng Liên bang Xô viết, và là tư lệnh lực lượng đổ bộ đường không Liên Xô (VDV).
Sau khi phục vụ trong Quân đội Đế quốc Nga trong Chiến tranh thế giới thứ nhất, Glagolev gia nhập Hồng quân vào năm 1918. Ông trở thành chỉ huy Sư đoàn kỵ binh 42 thuộc Phương diện quân Krym trong Chiến tranh thế giới thứ hai, sau đó làm sư đoàn trưởng Sư đoàn súng trường số 73 và 176, và tư lệnh Quân đoàn súng trường cận vệ 10. Glagolev một thời gian ngắn trở thành chỉ huy Tập đoàn quân 9 vào tháng 2 năm 1943 trước khi được chuyển sang chỉ huy Tập đoàn quân 46, đơn vị mà ông chỉ huy cho đến tháng 5 năm 1944. Ông trở thành tư lệnh của Tập đoàn quân 31 và chỉ huy nó trong Chiến dịch Vitebsk–Orsha. Vì sự lãnh đạo của mình trong Trận sông Dniepr, Glagolev đã được trao tặng danh hiệu Anh hùng Liên Xô và Huân chương Lenin vào ngày 1 tháng 11. Tháng 1 năm 1945, Glagolev chỉ huy Tập đoàn quân cận vệ 9, bao gồm các sư đoàn dù của Liên Xô chuyển thành bộ binh. Tháng 4 năm 1946, ông trở thành tư lệnh lực lượng dù của Liên Xô và hy sinh vào năm 1947 trong một cuộc tập trận và được an táng tại Nghĩa trang Novodevichy.